# Pantana terminata
Pantana terminata är en fjärilsart som beskrevs av Walker 1865. Pantana terminata ingår i släktet Pantana och familjen tofsspinnare. Inga underarter finns listade i Catalogue of Life.